# Himno de Santander
La letra del himno de Santander, Colombia, fue escrita por Pablo Rueda Arciniegas el 19 de mayo de 1988 y la música por Jesús Pinzón Urrea.

## Letra
Coro
¡Santandereanos, siempre adelante!
¡Santandereanos, ni un paso atrás!
¡Santandereanos, siempre adelante!
¡Santandereanos, ni un paso atrás!
Con el coraje por estandarte
Y por escudo la libertad
Con el coraje por estandarte,
Y por escudo la libertad.
I Estrofa (1)
Somos nosotros los herederos
de las banderas que del honor
ayer clavaron los comuneros
sobre esta tierra, bajo este sol.
II Estrofa (2)
Somos ahora los forjadores
de un mundo nuevo de paz y fe
donde se trenzan tiples y amores
y los arados con el laurel.
y los arados con el laurel.
III Estrofa (3)
Hijos audaces de altiva breña
a la que amamos con frenesí
somos la raza que lucha y sueña
en la conquista del porvenir.
IV Estrofa (4)
Por eso, bravo santandereanos,
¡siempre adelante, ni un paso atrás!
¡Siempre arrogantes, porque llevamos
en nuestra sangre la libertad!
en nuestra sangre la libertad!

## Versiones
A mediados de 2015 se realizó la grabación de una nueva versión del Himno de Santander, regalo «En la celebración de los 100 años de la Cámara de Comercio de Bucaramanga, el presidente Ejecutivo de esta entidad, Juan Camilo Beltrán, entregó este viernes al gobernador Richard Aguilar Villa el nuevo video del Himno del Departamento de Santander». Archivado desde el original el 5 de octubre de 2016. Consultado el 3 de octubre de 2016. de la Cámara de Comercio' para el departamento, este trabajo estuvo bajo la batuta del maestro Ruben Dario Gomez, los arreglos musicales de Victoriano Valencia, Oriol Caro y César Lopez. El ingeniero de grabación y mezcla Julio Monroy, y la asistencia de César Lizarazo